# إدر سانشيز
إدر سانشيز (بالإسبانية: Eder Sánchez Arraiz) هو منافس ألعاب قوى مكسيكي، ولد في 21 مايو 1986 في تلانيبانتلا دي باز في المكسيك.

## وصلات خارجية
- إدر سانشيز على موقع الاتحاد الدولي لألعاب القوى (الإنجليزية)
- إدر سانشيز على موقع اللجنة الأولمبية الدولية (الإنجليزية)
- إدر سانشيز على موقع أوليمبيديا (الإنجليزية)